# Al Rostamani Maze Tower
Al Rostamani Maze Tower est un gratte-ciel de 57 étages construit en 2010 à Dubaï. Sa hauteur est de 210 mètres. 
Il est inscrit au Livre Guinness des records en 2015 ; il est le gratte-ciel le plus large, et se distingue par l'aspect labyrinthique que lui confèrent les lignes complexes de ses balcons,,,.
Sa superficie totale est de 3947,22 m2.
Il a été construit par AW Rostamani Group (en) ; il est désigné généralement du nom de "Maze Tower", "maze" signifiant "labyrinthe" en français. Il est le premier labyrinthe vertical construit dans le monde.